# دفتر إدخال مؤقت للبضائع

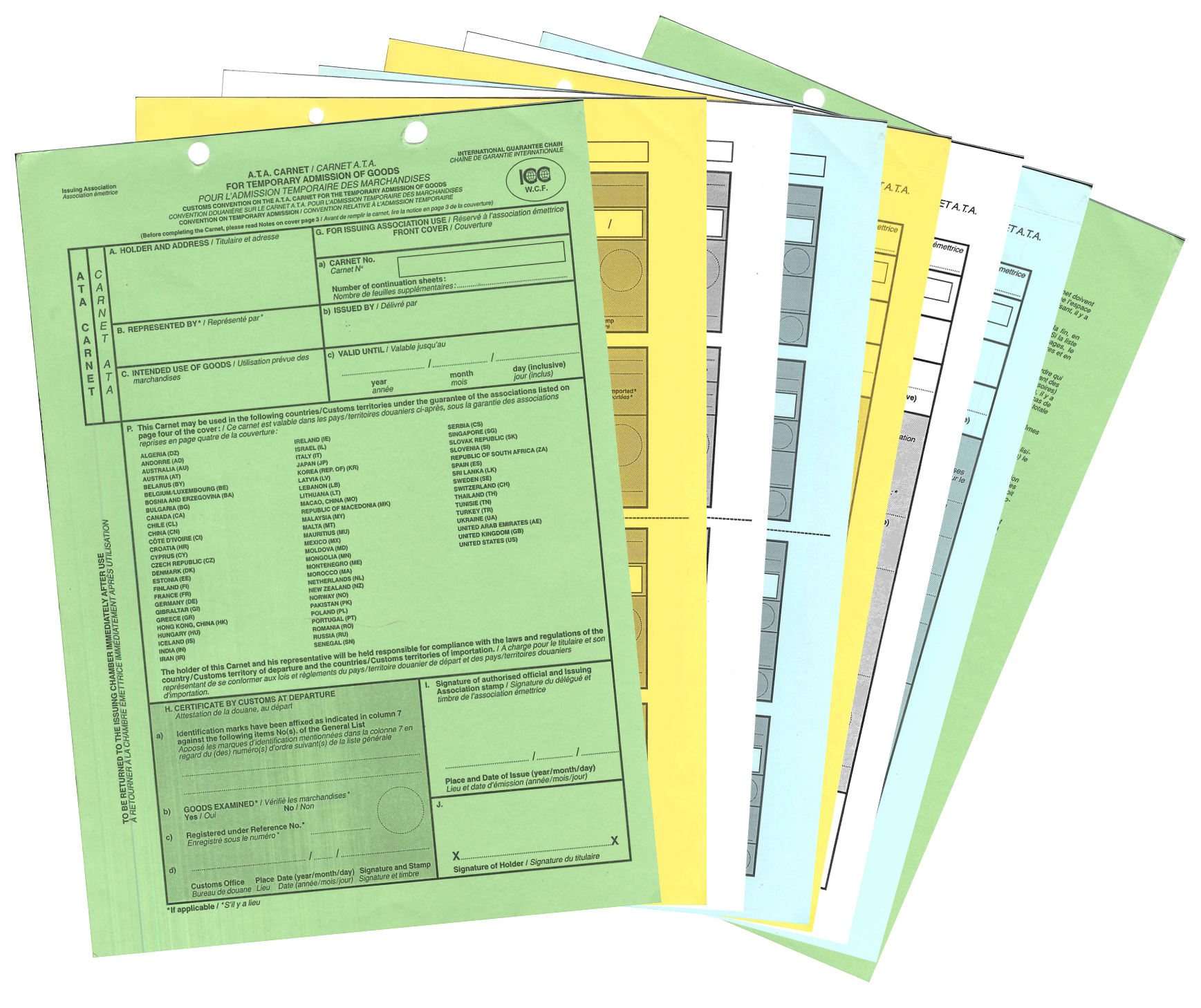

يعددفتر الإدخال المؤقت للبضائع وثيقة جمركية دولية تسمح لحاملها مؤقتًا (لمدة تصل إلى سنة واحدة) باستيراد البضائع دون دفع الرسوم والضرائب التي عادة ما يتم تطبيقها، بما في ذلك ضرائب القيمة المضافة. ويلغي هذا الدفتر الحاجة إلى شراء سندات الاستيراد المؤقتة. وطالما يتم إعادة تصدير البضائع داخل الإطار الزمني المخصص لها، لا توجد رسوم أو ضرائب مستحقة. ولكن الفشل في إعادة تصدير جميع السلع المدرجة في الدفتر يؤدي إلى ضرورة دفع الرسوم المطبقة. إن الفشل في دفع تلك الرسوم يتسبب في قيام مصلحة الجمارك الأجنبية بمطالبة البلد الأصلي للمستورد.
والاختصار ATA هو مزيج من العبارات الفرنسية والإنجليزية "Admission Temporaire/Temporary Admission".
وفقًا لغرفة التجارة الدولية (ICC)، في عام 2012، تم إصدار نحو 160000 دفتر دولي. وهي تغطي بضائع تقدر قيمتها بأكثر من 20 مليار دولار أمريكي.

## التاريخ والإدارة
في عام 1961 اعتمدت منظمة الجمارك العالمية (WCO)، التي عرفت فيما بعد باسم مجلس التعاون الجمركي (CCC)، «اتفاقية جمركية تتعلق بدفتر ATA للإدخال المؤقت للبضائع». وتم لاحقًا إعداد الاتفاقيات المخصصة لكل نوع من أنواع البضائع المناسبة ووافق عليها مجلس التعاون الجمركي. واليوم، تدير منظمة الجمارك العالمية الاتفاقيات الدولية المتعلقة بالإدخال المؤقت للبضائع بما في ذلك اتفاقية إسطنبول. وتجمع اتفاقية إسطنبول في وثيقة واحدة مختلف الاتفاقيات المتعلقة بالإدخال المؤقت للبضائع التي تنوي استبدالها. وتدير غرفة التجارة الدولية سلسلة الضمان الدولي لمنظمات الضمان الوطني. توفر هذه السلسلة ضمانات متبادلة تؤكد للإدارات الجمركية للأعضاء أنه سيتم دفع الرسوم والضرائب عندما تظهر المطالبات.
تدير منظمات الضمان الوطني التي عينتها حكومة كل عضو مشترك، الدفاتر في أراضيها. وقد أدرجت جميع منظمات الضمان الوطني الأعضاء في موقع دفتر الإدخال المؤقت للبضائع التابع لغرفة التجارة الدولية: www.atacarnets.org.

## الدول الأعضاء
إن نظام دفتر الإدخال المؤقت للبضائع هو النظام الساري حاليًا في 71 دولة، هي؛: الجزائر، أندورا، أستراليا، النمسا، روسيا البيضاء، بلجيكا / لوكسمبورج، البوسنة والهرسك، بلغاريا، كندا، تشيلي، الصين، كوت ديفوار، قبرص، جمهورية التشيك، كرواتيا، الدانمارك، إستونيا، فنلندا، فرنسا، ألمانيا، جبل طارق، اليونان، هونغ كونغ، هنغاريا، أيسلندا، الهند، إيران، أيرلندا، إسرائيل، إيطاليا، اليابان، جمهورية كوريا، لاتفيا، لبنان، ليتوانيا ، ماكاو، مقدونيا، ماليزيا، مالطا، موريشيوس، المكسيك، مولدوفا، منغوليا، الجبل الأسود، المغرب، هولندا، نيوزيلندا، النرويج، باكستان، بولندا، البرتغال، رومانيا، روسيا، السنغال، صربيا، سنغافورة، سلوفاكيا، سلوفينيا، جنوب إفريقيا، إسبانيا، سريلانكا، السويد، سويسرا، تايلاند، تونس، تركيا، أوكرانيا، الإمارات العربية المتحدة، المملكة المتحدة، الولايات المتحدة الأمريكية.
وهناك نظام مماثل لنظام دفتر الإدخال المؤقت للبضائع يعمل على أساس الاتفاقات الثنائية بين تايبيه الصينية وعدد محدد من دفاتر الإدخال المؤقت للبضائع بما في ذلك دول الاتحاد الأوروبي الأعضاء، أستراليا، كندا، إسرائيل، كوريا، ماليزيا، نيوزيلندا، النرويج، سنغافورة، جنوب إفريقيا، سويسرا، الولايات المتحدة الأمريكية.

## استخدام الدفتر
يتم تطبيق نظام الدفاتر على ثلاث فئات واسعة من البضائع: العينات التجارية والمعدات المهنية والسلع المستخدمة في المعارض والأسواق. باستثناء السلع القابلة للتلف أو الاستهلاك، فإن تشكيلة المنتجات تكون تقريبًا بلا حدود. وتستخدم الدفاتر بانتظام لتسهيل حركة كل شيء من مقصورات العرض ليخوت السباقات.
يجب على الأفراد أو الشركات الراغبة في استخدام الدفتر لنقل البضائع من الدول الأجنبية وإليها تقديم الطلب والضمان اللازم لمنظمة الضمان الوطني في بلادها.
يذكر هذا الطلب، من بين أمور أخرى، جميع دول العبور المقصودة وجميع البضائع المناسبة مع قيمها المخصصة. إذا تم استكمال الطلب بشكل صحيح وإرساله مع الرسوم المقررة ستصدر منظمة الضمان الوطني دفترًا مصممًا خصيصًا لخط سير تلك الرحلة. تحتوي وثيقة الدفتر على صفحتي غلاف باللون الأخضر تشير إلى بلد المنشأ ومزودة بالتعليمات. داخل الأغلفة توجد دفاتر ومستندات لكل دولة تتم زيارتها أو عبورها. تكون هذه المستندات بمثابة إيصالات للدخول وإعادة التصدير في الدول الأجنبية ويحتفظ بها مسؤولو الجمارك الأجنبية. تقوم مصالح الجمارك الأجنبية بدمغ الدفاتر التي تكون بمثابة إيصال لحاملي الدفتر. عند الانتهاء من السفر أو انتهاء فترة نشاط الدفتر والتي تبلغ مدتها 12 شهرًا، يجب على حامل الدفتر إرجاع جميع الوثائق إلى منظمة الضمان الوطني في بلدها. ويتم إجراء المراجعة. إذا كانت جميع الوثائق سليمة ولم توجد مطالبات وشيكة من إحدى الدول الأجنبية المطبقة، يمكن إرجاع الضمانات. إذا تم استخدام سند تقوم منظمة الضمان الوطني بإصدار إشعار بإمكانية إلغاء السند. إذا أظهرت الدفاتر، بما في ذلك الدفتر النهائي أن إعادة إدخال جميع البضائع المناسبة مرة أخرى إلى بلد المنشأ، ليست سليمة، أو إذا أخطرت مصلحة الجمارك الأجنبية منظمة الضمان الوطني بالانتهاك، يتم إخطار حامل الدفتر بتقديم الوثائق الصحيحة أو دفع الرسوم المقررة. إذا لم يفعلوا ذلك، يتم استخدام الضمان أو السند لدفع المطالبة. المطالبات التي لا يمكن تسويتها وديًا بين منظمات الضمان الوطني قد يتم إحالتها إلى غرفة التجارة الدولية مصلحة تسوية المنازعات.

## وصلات خارجية
- ATA Carnet World Chambers Federation
- ATA Carnet National Guaranteeing Association USA
- Roanoke Trade Services, ATA Carnet Service Provider to US Council for International Business
- Corporation for International Business, ATA Carnet Service Provider for the US Council for International Business
- London Chamber of Commerce and Industry
- Federation of India Chambers of Commerce and Industry
- Thai Customs Department
- Hong Kong General Chamber of Commerce
- Japan ATA Carnet System
- International Chamber of Commerce
- US Council for International Business
- TECRO
- AIT